# La locura del dólar
La locura del dólar —cuyo título original en inglés es American Madness, traducible como «La locura americana»— es una película estadounidense de 1932 dirigida por Frank Capra y con el actor Walter Huston en el papel de un banquero de Nueva York envuelto en un escándalo. Capra repetiría la escena de “pánico en el banco” en su clásico de 1946 ¡Qué bello es vivir!. American Madnes' fue el primer trabajo de Sterling Holloway en el cine.

## Argumento
En la era de la Gran Depresión, la junta directiva del banco Thomas Dickson quiere que Dickson (Walter Huston) se fusione con el New York Trust y dimita. Él se niega. Una noche, roban del banco de Dickson 100.000 dólares. El sospechoso es Matt Brown (Pat O'Brien), un exconvicto al que Dickson contrató como Jefe de Cajeros. Brown, totalmente leal a Dickson, se niega a decir donde estuvo esa noche. Realmente tiene dos testigos para su coartada, la Señora Dickson (Kay Johnson) y su compañero de trabajo Cyril Cluett (Gavin Gordon), pero Brown no quiere que Dickson descubra que su mujer estaba con Cluett en una cita romántica. Cluett tiene una deuda de juego de 50.000 dólares. Él es el verdadero responsable del robo, pero deja que Brown parezca culpable.
La noticia del robo hace que la gente saque su dinero del banco, pero los amigos de Dickson acuden en su ayuda ingresando dinero y el banco se salva.

## Reparto
- Walter Huston - Thomas Dickson
- Pat O'Brien - Matt Brown
- Kay Johnson – Sra. Phyllis Dickson
- Constance Cummings - Helen
- Gavin Gordon - Cyril Cluett
- Arthur Hoyt - Ives
- Robert Emmett O'Connor - Inspector de policía
- Robert Ellis - Dude Finlay
- Jeanne Sorel - Secretaria de Cluett
- Walter Walker - Schultz
- Berton Churchill - O'Brien
- Edward Martindel - Ames
- Sterling Holloway - Oscar (no aparece en los créditos)